# Tankefältterapi
Tankefältterapi (engelska: Thought Field Therapy, CT-TFT) är en alternativ behandlingsform utvecklad av den amerikanska psykologen Roger Callahan som hävdar att metoden har
inverkan på människans pulsvariation. Enligt utövarna kan den på några minuter lindra sjukdomar i kropp och psyke genom knackningar på särskilda meridianpunkter på kroppen Detta är något som den etablerade medicinska vetenskapen anser obevisat.

## Referenslista
1. ↑  Pignotti, Monica (March 2005). ”Callahan fails to meet the burden of proof for Thought Field Therapy claims”. Journal of Clinical Psychology 61 (3):  sid. 251–255. doi:10.1002/jclp.20053. ISSN 0021-9762. PMID 15529303. https://www.ncbi.nlm.nih.gov/pubmed/15529303. Läst 3 augusti 2017.